# アファナーシー・ニキーチン
アファナーシー・ニキーチン (ロシア語: Афана́сий Ники́тин; 1472年没) は、ロシア人のトヴェリ出身の商人。ロシア人として初めて、またヨーロッパ人としてはニッコロー・デ・コンティに次いでインドを訪れ、記録を残した人物である。彼の旅行記は『三海渡航記』 (Хожение за три моря)の名で知られている。

## 生涯
1466年、ニキーチンは故郷のトヴェリを旅立ち、交易のためにインドを目指した。まずヴォルガ川を下った彼は、アストラハン付近でタタールの襲撃にあったものの、無事にカスピ海西岸のデルベントに到着した。ここでニキーチンは、イヴァン3世の命でシルヴァーンのシャーとの交渉に向かっていた使節ヴァシーリー・パピンと合流した。ここでニキーチンはロシアに戻ろうと試みたようであるが失敗し、そのままバクーからカスピ海を渡ってペルシアに至った。彼はここで1年間過ごした。1469年春、ニキーチンはホルムズに着いた。ここからアラビア海を渡り、中継地に着くたびに長逗留しながら、最終的にバフマニー朝のもとに到達した。ニキーチンはここに3年間滞在した。彼自身の書くところによれば、ニキーチンは馬の売買をして生計を立てていたようである。滞在中、彼は「ペルワットゥム」という聖地を訪れ、これを「ヒンドゥーのイェルサレム」と形容している。
帰途に就いたニキーチンは、マスカットやイエメンのファルタックにある王国、それにソマリアやトラブゾンなどをめぐり、1472年に黒海をわたってクリミア半島のフェオドシヤに着いた。その後ニキーチンはトヴェリを目指したが、故郷を目前にしながら同年秋にスモレンスクで没した。
ニキーチンは旅の中でインドの人々、社会、政治、軍事（彼は戦象が参加した軍事演習を目撃している）体制や、経済、宗教、風俗、天然資源などを調査している。その資料は豊富かつ正確で、当時のインドを知るうえで貴重な史料となっている。また彼は、ホルムズ、カンバート、コーリコード、ダボール、セイロン、バゴー、中国、その他アジアの数多くの貿易都市や、ロイヤル・エントリーなどの儀式、それにバフマニー朝における聖俗の様相、ペルワットゥムにおける盛大な市、そしてニキーチン自身によるロシア人とインド人などの比較といった、極めて重要な記録を数多く残している。

## キリスト教とイスラームの間での葛藤

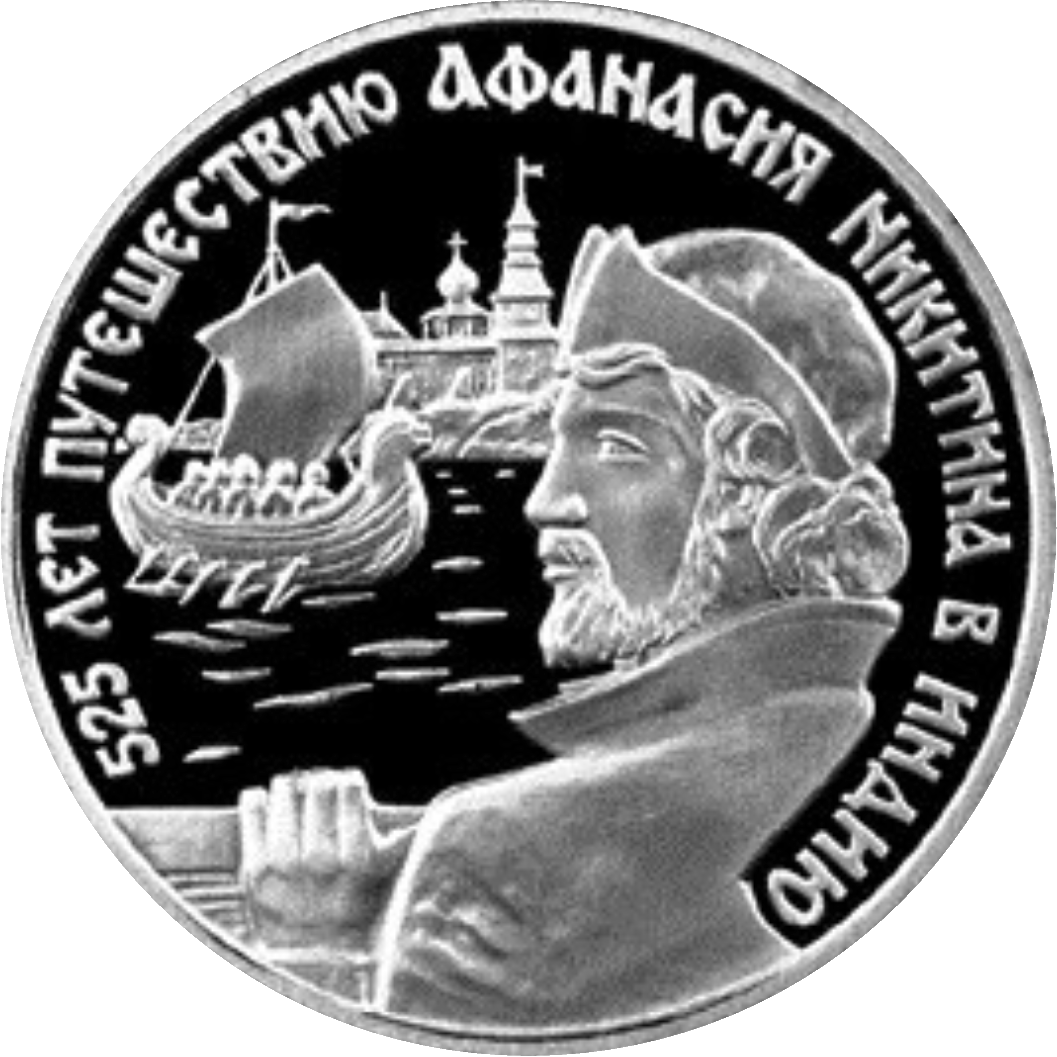
ニキーチンの旅から525周年を記念して1997にロシア中央銀行が発行した記念硬貨。 ニキーチンのロシアでの姿を刻印している。

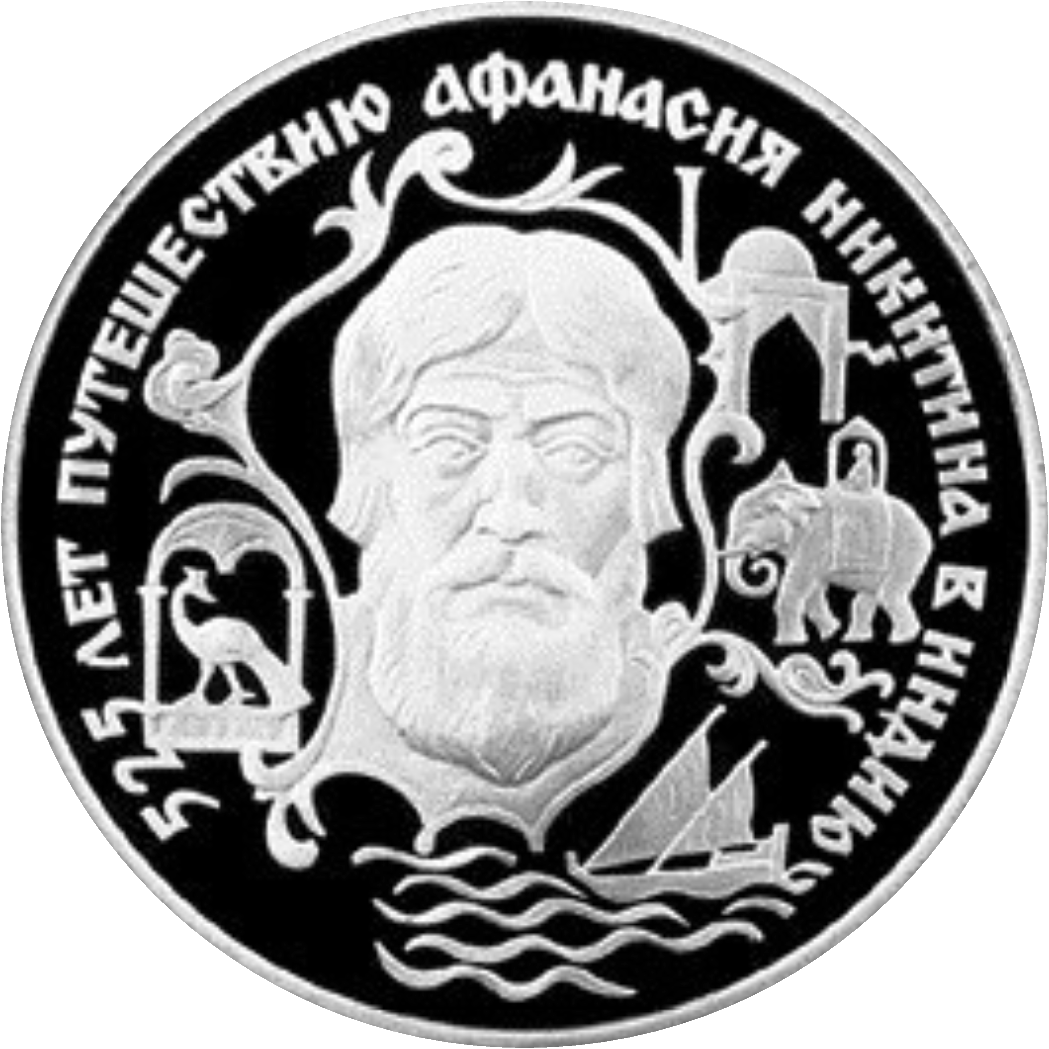
ニキーチンの旅から525周年を記念して1997にロシア中央銀行が発行した記念硬貨。 ニキーチンのインドでの姿を刻印している。

ニキーチンが旅した地は、中継地点も含めてイスラーム勢力の支配下にあり、イスラーム商人が大きな勢力を持っていた。ニキーチンは旅行記の中でアラビア語やトルコ語のイスラームの祈りの言葉をキリル文字に転写するなどしており、彼のイスラームについての言及を研究した学者の中には、ニキーチンがインド滞在中にイスラームに改宗した可能性を指摘している者もいる。
ニキーチンが長きにわたりキリスト教との関わりを断ちイスラーム教徒の中で暮らしていた（もしくは改宗した）ことについては、その苦悩を旅行記の中で何度も書き綴っている。まずもってニキーチンは、その旅を「三つの海を渡る罪深い旅」と呼んでその旅行記を書き始めているのである。彼は旅行記の日付をキリスト教式に書き続け、聖母や聖人の祝日を思い起こし続けようとしたが、ついにそれも思い出せなくなり、復活大祭や四旬大祭、聖神降臨祭といった重要な断食日も守れなくなっていった。そこでニキーチンは代わりに、イスラームの祝日にムスリムが断食に入った時に自分は断食を破るという挙に出た。また彼は、旅に出て三年目にバフマニー朝の首府ビーダルにおいて、「キリスト教の信仰のために多くの涙を流した」。旅行記の最終盤には、「わたし、至上にして天と地の造り手たる神の僕たる罪深いアファナーシイは、しばしキリスト教信仰、キリスト教信仰の洗礼、聖なる教父たちが定めた斎、使徒たちの教えなどについて思いをいたし、ルーシに戻ることを決意した」と、故郷とキリスト教の信仰に帰りたいという彼の思いがつづられている。
ニキーチンの旅行記を『三海渡航記』としてまとめた20世紀の学者ヤーコフ・ルールィエは、割礼した者がロシアに帰れば激しい迫害を受けたり殺されたりしたであろうことから、ニキーチンが実際に改宗したとは言い難いとしている。もし本当に彼が改宗したのであればロシアに帰ろうとはしないはずだが、実際彼は当時リトアニア領でありモスクワ大公国との国境にあったスモレンスクまで帰ってきていたことから、彼がロシアに帰ろうとしていたことは明白である。

## 現代
1955年、トヴェリ市政府がヴォルガ河畔にセルゲイ・オルロフの手によるニキーチンのブロンズ像を建てた。俗説によれば、当時のソビエト連邦の最高指導者ニキータ・フルシチョフがインドを訪問した際、インド首相ジャワハルラール・ネルーから「ロシアは最初にインドを訪れたロシア人を顕彰しているのか」と問われ、ロシアにはアファナーシー・ニキーチンの像が立っていると答えた。しかし実際にはそのようなものは無かったため、フルシチョフはネルーがロシアを訪問して嘘を暴かれないうちにと、ロシアに電話して直ちにニキーチンの像を建てるよう命じたのだという。この像は、2005年にトヴェリ州創設75周年記念切手の図版として使われた。また1997年には、ニキーチンの旅525周年記念硬貨が発行されている。
1958年、モスフィルムで『三海渡航記』 と題した映画が製作された。オレグ・ストリジェノフがアファナーシー・ニキーチンを演じた。
2000年、ムンバイの南120キロメートルに位置するレブダンダ村にニキーチンの記念碑が建てられた。この地はニキーチンがインドに最初に足を踏み入れた地とされている。
2006年、インドの「アドベンチャラーズ・アンド・エクスプローラーズ」という団体が、インド駐モスクワ大使館やトヴェリ市政府の後援の元「ニキーチンの遠征」を再現した。これは14人のメンバーでトヴェリを出発し、ロシアから中東、中央アジア、インドとニキーチンの足跡をたどっていく旅であった。この「遠征」は2006年11月12日から2007年1月16日までかかり、インドのザ・ヒンドゥー紙が数度にわたり遠征の進行状況を報じた。インド到着後、さらにメンバーのうち2人が2007年3月にムンバイを出発し、SUVでニキーチンのインドにおける旅路をたどった。
インド洋には、アファナーシー・ニキーチンの名を冠した海山がある。

### 文化
ロシアのロックバンドAquariumは「アファナーシー・ニキーチン・ブギ」という曲を作曲した。また同じくロシアのパワーメタルバンドエピデミアは、ニキーチンの『三海渡航記』 を歌った"Хождение за три моря"を作曲した。
トヴェリには、「アファナーシー」という銘柄のビールが存在する。
小惑星Nikitinはニキーチンの名前にちなんで命名された。